# Iserlohn

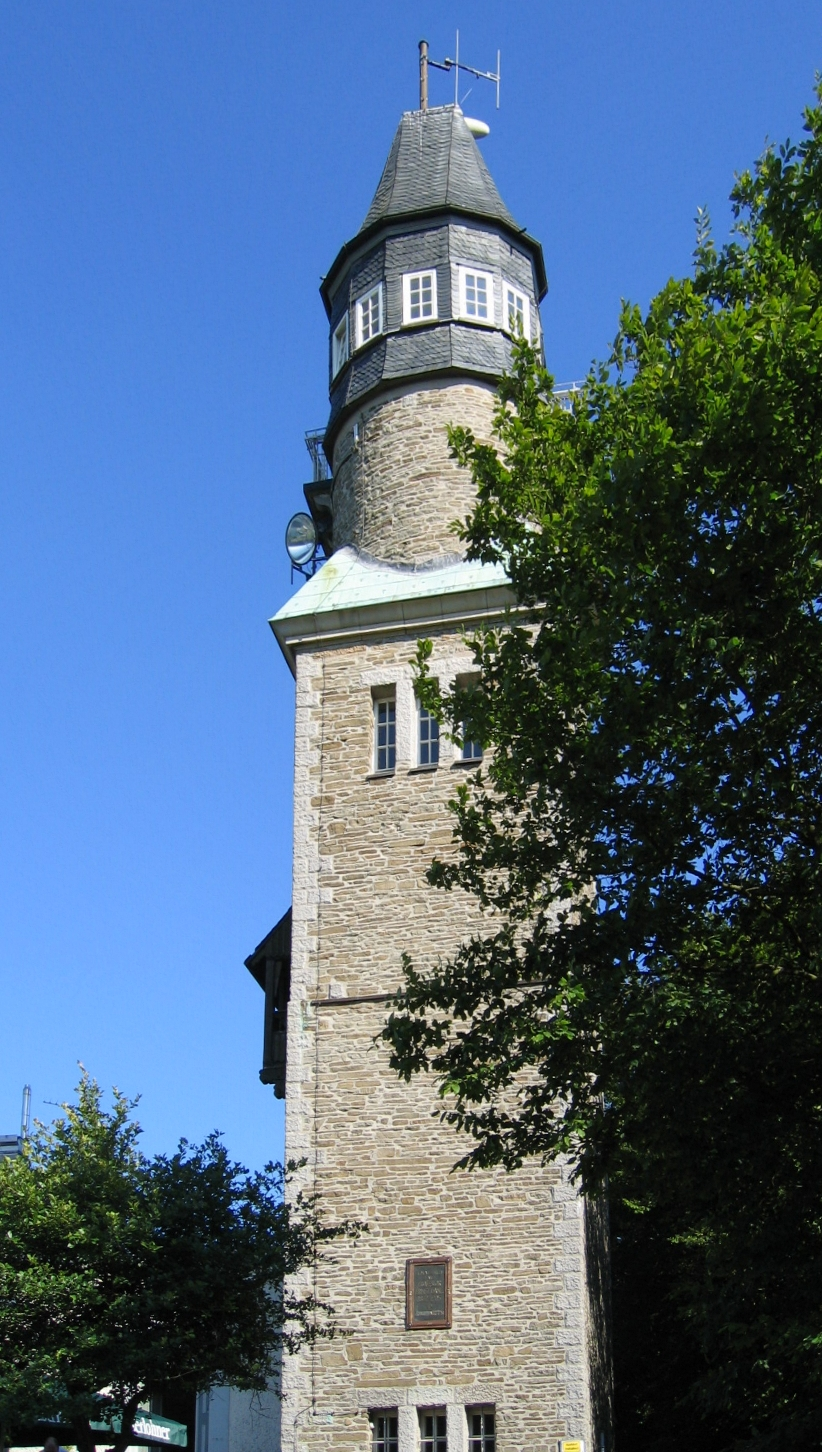
Danzturm

Iserlohn (pronunciación en alemán: /iːzɐˈloːn/ⓘ), ciudad de Renania del Norte-Westfalia, República Federal de Alemania (RFA). Es la ciudad más grande por población y área dentro del distrito y la región montañosa de Sauerland. Iserlohn se ubica en el extremo norte de Sauerland, a poca distancia del río Ruhr, en el centro-oeste del país.

## Historia
La iglesia Pancratius (también llamada Bauernkirche) fue erecta en la región entre 985 y 1150. En 1237, el Conde de Mark otorgó a Iserlohn derechos municipales. En 1975, la ciudad, que antes había sido un distrito urbano, incorporó los ex municipios circundantes de Letmathe, Hennen, Sümmern y Kesbern, y pasó a formar parte del distrito "Märkischer Kreis". Sin embargo, como una ciudad mediana de mayor tamaño y población, Iserlohn todavía tiene un estatus especial en comparación con la mayoría de los otros municipios del distrito. Esto implica que la ciudad asume las tareas más habituales del distrito, como los asuntos sociales y de juventud.